# Chicharrón de lagarto
El chicharrón de lagarto es un plato propio del oriente de Bolivia.

## Historia
El plato aprovecha la carne del caimán yacaré, que antes se desperdiciaba en los procesos de exportación de la piel de este animal, si bien siempre ha habido consumo local en la Amazonía boliviana. La carne de caimán se parece a la del pescado, pero con una textura más firme y magra. Además, se dice que tiene más cantidades de omega 3 y 0% de colesterol.
Según datos del 2022, los productores del pueblo indígena tacana pueden vender hasta dos toneladas de esta carne al añoy están regulados y amparados por el Programa Nacional de Conservación y Aprovechamiento Sostenible del Lagarto Caimán Yacaré,aunque la caza furtiva pone en peligro la sostenibilidad de esta iniciativa, dado que los precios de la carne conseguida de esta manera son considerablemente más bajos.

## Ingredientes y preparación
Para preparar el chicharrón de lagarto se requieren los siguientes ingredientes: cola de lagarto, harina, comino, pimienta, sal, limón, ajo y aceite. Su elaboración consiste en cortar la carne en trozos grandes, condimentarla y dejarla marinar en el zumo de limón con el ajo molido, para luego freír las piezas hasta que queden doradas y crocantes, para acompañarlas con arroz y yuca cocida.